# Disney Cinemagic (Royaume-Uni et Irlande)
Pour les articles homonymes, voir Disney Cinemagic.
Disney Cinemagic est une chaîne de télévision britannique aussi disponible en Irlande lancée sur le câble et le satellite le 16 mars 2006 et disparu le 28 mars 2013.

## Histoire
Disney Cinemagic est diffusée depuis 2006 au Royaume-Uni et en Irlande afin de remplacer la chaîne Toon Disney qui n'arrivait pas à trouver son public.
Le 21 février 2013, British Sky Broadcasting et Disney-ABC Television Group annoncent qu'une nouvelle chaîne Sky Movies Disney remplacera Disney Cinemagic à compter du 28 mars 2013,.

### Identité visuelle
La chaîne possédait un logo différent de ses consœurs à sa création avant de reprendre le même utilisé par ces dernières.

Logo du 16 mars 2006 à la mi-septembre 2007.

## Diffusion
Elle est disponible par satellite sur Sky Digital, et par câble sur NTL:Telewest. La chaîne possède une déclinaison décalée d'une heure nommée Disney Cinemagic +1 seulement disponible sur Sky Digital.